# Synagoge (Grünsfeld)

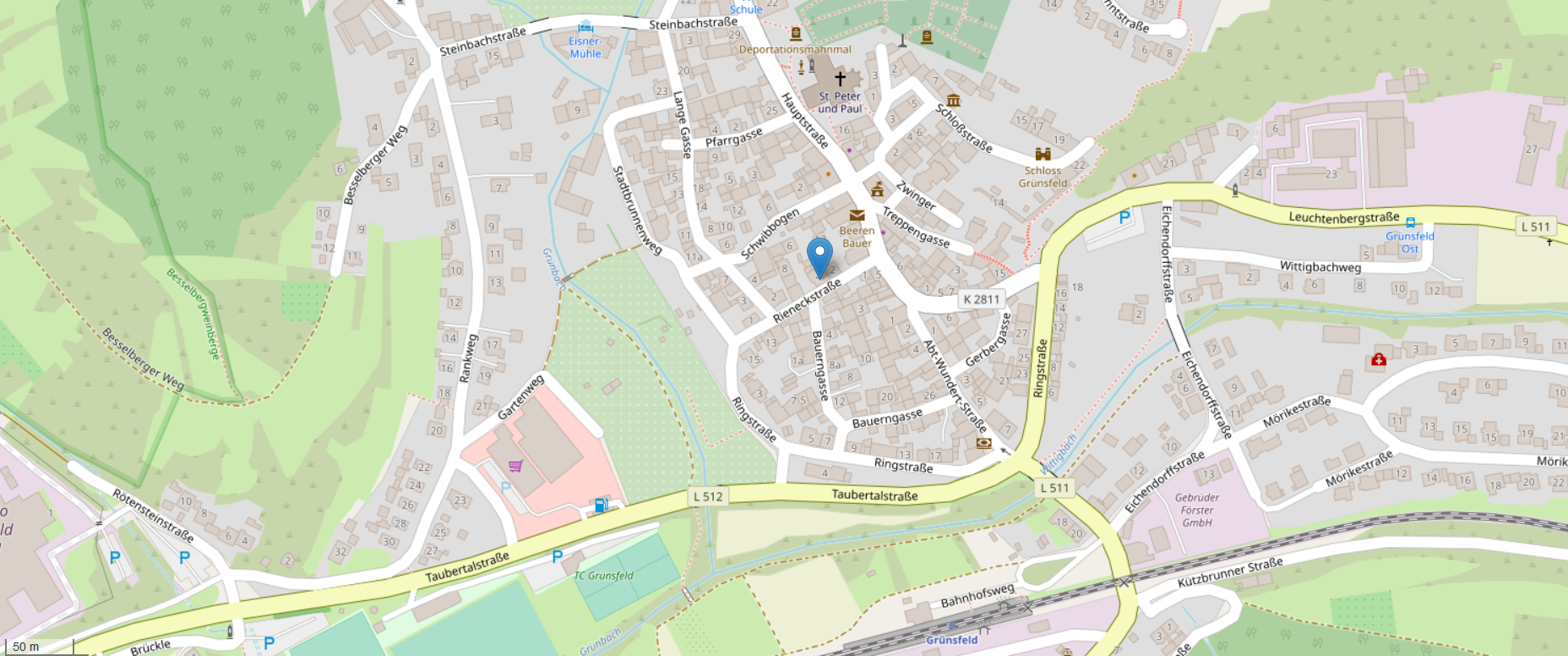
Lage ehemalige Synagoge Grünsfeld

Die Synagoge in Grünsfeld wurde im Jahre 1502 in einer Urkunde erstmals als „steinernes Haus“ erwähnt.

## Geschichte
Um 1800 wurde zum zweiten Mal ein Betsaal angeführt, welcher 1852 dringend repariert werden musste, da sogar während den Gottesdiensten zahlreiche Teile des Putzes heruntergefallen waren. Da die Synagoge gar nicht zur jüdischen Gemeinde Grünsfeld gehörte, sondern im Besitz von Hirsch Sichel, Sedel Rosenbusch und Mayer Sichel´s Witwe, den jüdischen Privatleuten, wurde sie jedoch nicht erneuert. Da es noch zahlreiche andere Probleme gab, wie zum Beispiel, dass sich die Eigentümer immer die besten Plätze sicherten, fand am 16. April 1859 eine Gemeindeversammlung statt, bei der die Plätze fair zugeteilt wurden. Die Einnahmen, welche jedes Jahr durch die Plätze erwirtschaftet wurden, sollten zur Reparatur oder Veränderung der Synagoge verwendet werden.
Zum Ende der 1880er-Jahre war mal wieder die Reparatur der Synagoge sehr notwendig, da es viele lebensbedrohliche Stellen im Eingangsbereich gab. Außerdem war im Frauenbad kein Abfluss, sodass man das Wasser eigenhändig abschöpfen musste. Zu dieser Zeit gehörte die Gemeinde Nathan Rosenbusch, Jakob Sichel und Josef Sichel´s Witwe. 1890 einigte man sich darauf, dass die Gemeinde die Reparatur des Daches bezahlen musste. 1891 kaufte der nichtjüdische Flaschnermeister Heinrich Huband das Gebäude, doch ohne den Betsaal und das rituelle Bad.
1893 wurde eine direkte Treppe zum Betsaal angelegt. Durch das Durchbrechen der Wand zur Straßenseite wurde herausgefunden, dass das Gebäude verfault und wurmsichtig war. Nachdem das Betreten der Gemeinde von dem Bezirksbaukontrolleur untersagt wurde, wurden die Bauarbeiten 1893 ausgeführt, sodass man wieder die Gottesdienste in der Gemeinde feiern konnte. Am 7. März 1938 wurde die jüdische Gemeinde Grünsfeld aufgelöst.
Die Adresse des Betsaals lautete:
- bis 1931 Rieneckstraße 4 (⊙)
- 1932 bis 1938 Treppengasse 1 (⊙)